# 旭川市公会堂
旭川市公会堂（あさひかわしこうかいどう）は、北海道旭川市の常磐公園にある公会堂。旭川市民文化会館の別館という位置づけになっている。

## 歴史
1911年（明治44年）に建てられた旭川市庁舎を同市総合庁舎として改築させることに伴い、1958年（昭和33年）10月30日に竣工。同11月3日に開館した。総建築費は約1億円、設計は旭川市総合庁舎事務所、施工は廣野組が行った。
以後、旭川市民文化会館と共にコンサートやイベント興行を数多く行ってきたが、同年完成の札幌市民会館（札幌市）が耐震性の問題から取り壊しが決定。旭川市も旭川市公会堂の受付を一時的に中止し、耐震性の調査に乗り出した。これを受けて、2006年（平成18年）3月14日に「旭川市公会堂の存続と早期改修を求める会」が発足し、旭川市民文化会館で市民集会が行われ、数万人規模の署名を集めて市長に提出した。2013年（平成25年）4月3日、耐震補強と改修工事を終えてリニューアルオープンし、客席椅子には旭川家具を採用した。
かつては同じ建物内に旭川市立図書館（現・旭川市中央図書館）が入居していたが、図書館は1994年（平成6年）に旧旭川市総合体育館常磐分館跡地に新築移転している。

## 施設
- 収容人数（座席数717席、車いす席5席）
- 舞台（間口15.7 m、奥行8.8 m、高さ7.5 m）
- 楽屋1・2（定員各14名）、楽屋3（定員28名）
- 多目的室1（定員60名）、多目的室2（定員20名）

## 参考資料
- “旭川市民文化会館条例”. 旭川市例規類集.   旭川市. 2016年6月29日閲覧。